# ガムボール3000
ガムボール3000（The Gumball 3000）とは主にヨーロッパを舞台に毎年展開される国際公道ラリーであり、その距離は3000マイル（5000キロメートル）に及ぶ。どの規定時間内にどれだけの距離を走破しなければならないというルールは無い。

## 創立
1999年に元アルマーニのモデルを務めていたマキシミリオン・クーパーによって創立された。クーパーは彼の富豪友達の中でも選りすぐりの50人を招待し、毎晩、パーティを行い、計6日間3000マイルのヨーロッパ横断の優雅なドライブを計画した。このドライブの初日はケイト・モスやガイ・リッチーなどの有名人が参加した。

## 歴史
ガムボール3000の起源になっているのは、1933年にバイクレーサーだった"キャノンボール"ベイカーが、たったの54時間あまりでアメリカ大陸を横断したことにより始まった、通称キャノンボールである。ジャッキー・チェンなどにより、このキャノンボールを題材とした映画がいくつか作られた。しかし、アメリカでは1979年に、その危険性と道徳的な問題によりキャノンボールは禁止されることになった。
クーパーは1999年に、このスピードを重視したラリー形式に加え、有名セレブたちを集めた豪華絢爛なナイトパーティを伴ったガムボール3000を発表し、長年、表社会から抹殺されていたキャノンボールを復活させた。そしてガムボール3000はCNN、MTV、BBCなどの一般メディアからの注目を集めることになり世界的に有名になった。

## ラリー

### 1999年
最初のラリーは創設者クーパーの50人の富豪友達によって行われ、ロンドンを出発し、イタリアのリミニまで行って引き返し、パリを通過して再びスタート地点まで戻るラリーだった。チェックポイントは、ル・マンのサルト・サーキット、フェラーリミュージアムなどフランス、イタリア、オーストリア、ドイツ各国の自動車に関係する名所だった。優勝者は1963年式のジャガーEタイプだった。他の参加者たちの使った車の一例は、アストンマーティン・DB5、ロータス・エスプリ、ポルシェ・ボクスターなどである。

### 2000年
第2回は2000年5月に開催された。ロンドンで初日パーティを行い、スペイン国内からスタートしたラリーは、今大会もドイツのニュルブルクリンクを通過するなど各国の名所を通過した。

### 2001年
第3回は2001年4月に開催された。106台の車が参加し、その中にはF1元世界王者のデイモン・ヒルなどもいた。優勝したのはメルセデス・ブラバスSV12を使用したキム・シュミッツ。ルートはロンドンを出発し、ライプツィヒ、ベルリン、マルボルク（ポーランド）、ビリニュス（リトアニア）、サンクトペテルブルク、ヘルシンキ、ストックホルム、コペンハーゲンを経てロンドンに戻ってくるものだった。
本大会ではアメリカ・MTVのテレビ番組「ジャッカス」の出演者（ジョニー・ノックスヴィル、クリス・ポンティアス、スティーヴォー）がジャガー・XJで参加、その模様が特別番組で放送されている。（日本版DVD「ジャッカス・コレクターズセット」の映像特典として収録）

### 2002年
第4回は初めてヨーロッパ外で行われた。ニューヨーク市を出発しロサンゼルスのプレイボーイマンションがゴールだった。ホワイトハウス、エルヴィス・プレスリーの邸宅があったメンフィスのグレイスランド、グランドキャニオンやラスベガスなど今大会も名所もりどころだった。参加台数175台。

### 2003年
第5回は2003年5月に行われ、サンフランシスコを出発しマイアミがゴールだった。優勝したのはドイツ警察車両の外装が施されたBMW・M5を駆ったアレックス・ロイ。著名人ではモトクロス選手のトラビス・パストラーナやジャッカスのライアン・ダン、スケートボーダーのトニー・ホークがダッジ・バイパーで参戦した。

### 2004年
第6回は再びヨーロッパで行われ、参加台数は192台だった。パリのエッフェル塔を出発、ビアリッツ、マドリード、マルベーリャ、地中海を渡ってモロッコのマラケシュに立ち寄り、バルセロナを経由してカンヌでゴール。この大会では、元ボクシング王者のクリス・ユーバンクや映画「ピアニスト」でアカデミー主演男優賞を受賞したエイドリアン・ブロディなどの著名人が参加した。前回優勝者のアレックス・ロイは今大会では王立カナダ騎馬警察の外装で参加しスタイル賞を獲得した。

### 2005年
第7回は2005年5月14日にロンドンのトラファルガー広場を出発しクロアチアのドゥブロヴニクに向い、そこからフェリーで移動しイタリアのバーリから再スタートしてモナコのカジノ広場に向った。スピリットトロフィーはゴール直前で壊れたケータハム7を駆ったスゥー・バラービィとケイシィ・ハダートに送られた。ちなみに、それをゴールまで移動するのを手伝ったのはスペイン警察の外装をつけたBMW・M5を駆った「ガムボールの生きる伝説」ことアレックス・ロイであった。

### 2006年
第8回大会は過去最大規模のものであった。2006年4月29日にロンドンを出発し、参加者の車をアントノフAn-124で空輸（参加者はアイスランド航空のチャーター機で移動）しながらアジアを渡り、アメリカに上陸し、ロサンゼルスでゴールした。ラッパーのスヌープ・ドッグがパーティでライブを行った。この大会でも例年のようにスーパーカーが集結したが、中でも珍しいのはダーティ・サンチェスの駆った大幅な改造を施した日産・180SX（RPS13）だった。今大会ではアレックス・ロイは前半戦で好調だったものの、タイでのアクシデントにより棄権した。

### 2007年
第9回大会はロンドンを出発しイスタンブールに向うものだったが、後述の事故により大会は途中終了することになった。今大会も100人以上が参加し8日間で16カ国を駆け巡るという過密日程となった。また参加費は$55,060米ドルであり、日本円にすると約600万円強という値段だった。
今大会では大会の公式ウェブサイトにルートが載せられていたため、各国の警察による取締りが厳しく、オランダでは21台の警察車両が用意され、ドイツではスピード違反により70台あまりの車が捕まった。
そして5月2日マケドニア共和国国内で大会を終了させることとなった事故が起こった。郊外の道路でフォルクスワーゲン・ゴルフを運転していた67歳の老人とその妻が、このラリーに参加していたポルシェ・911ターボと接触事故を起こし、両者の車は道路わきの茂みに滑り落ち、ゴルフを運転していた老人とその妻が死亡した。この事件後にポルシェに乗っていたニックとマシューは、被害者を助けるどころか一目散に逃げ出し国外逃亡を図ったが、失敗に終わり警察に逮捕された。この事件後、一時的にラリーは再開されたが、翌日には中断の発表がなされた。
英国の有力誌フォーブスが「ガムボール3000」のブランド価値を2億ドル（約160億円）と評価して、米国の主要メディアも毎年大きく取り上げた。

### 2008年 10周年記念
第10回は2008年8月8日にサンフランシスコのフェアモントホテルからスタート、ロサンゼルス、サンフランシスコ、サンディエゴ、南京、平壌、上海を経てゴールの北京国家スタジアム（16日）まで行われた。参加台数は120台。ナイトライダーの俳優デビッド・ハッセルホフも参加した。
過去に前例のない北朝鮮で一夜を過ごした。この年の参加費用は、車一台につき60000ポンド（90000ユーロまたは120000ドル）（2人）(Gumball3000 敢搏-三零零零)。また、北朝鮮ではマスゲームを鑑賞した。(参照: Off Road - Eps Pyongyang - 2008)

### 2009年
第11回はCoast to Coastこの年はサンタモニカ、ラスベガス、サンタフェ、ダラス、ニューオリンズ、そしてマイアミでゴール。

### 2010年
第12回は100台以上の車が参加、ロンドンからスタートしてアムステルダム（コペンハーゲン、ストックホルム、ボストン、ケベック市とトロント）、そしてニューヨークでゴール。俳優のマイケル・マドセンが参戦したがベルギーで速度超過の取り締まりに遭いリタイヤ。

### 2011年
第13回はロンドンからスタートしてイスタンブール（パリ、バルセロナ、カンヌ映画祭、モナコグランプリ、ベニス、ベオグラード、イスタンブール）、参加費は2万5000ポンド。

### 2012年
第14回はニューヨークのタイムズスクエアからスタートしてカナダのトロント、インディアナ、デトロイト、カンザス、ニューメキシコ、ネバダなど12州を横断し、ゴール地点となった西海岸のロサンゼルスに5月31日に到着した。参加費は2万5000ポンド（約310万円）で、およそ200人が参加。

### 2013年 15周年記念
第15回はコペンハーゲンからストックホルム、ヘルシンキ、サンクトペテルブルグ、タリン、リガ、ビリニュス、ワルシャワ、クラクフ、そしてウィーン、モナコ。

### 2014年 Miami2Ibiza
第16回はマイアミからアトランタ、ニューヨーク、マシンを空輸してスコットランドのエディンバラから再開、ロンドン、パリ、バルセロナ、スペインのイビサ島でゴール。参加費用は40000ポンド。

### 2015年 Stocholm2Vegas
第17回はスウェーデン・ストックホルムからオスロ、コペンハーゲン、アムステルダム、レノ、サンフランシスコ、ロサンゼルス、デスヴァレーを経てラスベガスでゴール。100台が参加、F1ドライバーのルイス・ハミルトンがケーニグセグ・アゲーラで参戦した。

### 2017年 Riga2Mykonos
第18回は2017年6月1日にラトビアのリガを出発、ワルシャワ、クラクフ、ブダペスト、ドゥブロヴニク、モンテネグロ、ティラナ（アルバニア）、アテネを経由してギリシャのミコノス島でゴールする2日間の行程。

## 関連グッズ

### DVDs / VHS
- 2000 Rally - VHS
- 2002 Rally - DVD - Mischief 3000
- 2003 Rally - DVD - Gumball 3000 The Movie
- 2004 Rally - DVD - 6 Days in May
- 2004 Rally - DVD - Driving me Crazy - A video diary of the Trip
- 2006 Rally - DVD - 3000 Miles - トニー・ホークらによる旅日記
- 2006&2007 Rally - DVD - The Gumball Diaries -
- 2009 Rally - DVD - Coast to Cosast (high speed action packed adventure)
- 2010 Rally - DVD - LDN 2 NYC (Documenting,Eve, Tony Hawk, Xzibit, Bun B and Idris Elba)
- 2011 Rally - DVD - Number13 (13 follows the story of MTV's)

### CDs
サウンドトラックも発売中:
1. Fool's Paradise - UFO
2. Chocolate Lovely - Amon Tobin
3. Mission Improbable - Herbaliser
4. Groovin' With Mr Bloe - Mr Bloe
5. To Kiss You - Howie B
6. Time 2 Build - Herbaliser
7. Rock'n'Roll Lies - Razorlight
8. Spandex Man - Mr Scruff
9. Wayward Bob - Bonobo
10. Popsicle - Cujo
11. Superstars - Loose Canons
12. Rich - Yeah Yeah Yeahs
13. Angelica - Lamb
14. Tres Amigos - UFO
15. You Are The Sun - Magic Eye
16. Departure - Cabbage Boy
17. Shattered Soul - Herbaliser
18. Psyche Rock - Pierre Henry and M. Colombier (Fatboy Slim Malpaso Mix)
19. Vehicle - Chet Baker

### ゲーム
- PS2 - Gumball 3000.[2]